# 더 밀 앤 더 크로스
더 밀 앤 더 크로스(O mylos kai o stavros, The Mill And The Cross)는 폴란드에서 제작된 레흐 마예브스키 감독의 2011년 드라마 영화이다. 대 피터르 브뤼헐의 그림을 바탕으로 제작되었다. 룻거 하우어 등이 주연으로 출연하였고 레흐 마예브스키 등이 제작에 참여하였다.

## 출연

### 주연
- 룻거 하우어
- 샬롯 램플링

### 조연
- 마이클 요크

## 제작진
- 프로듀서: 조지 레코빅